# Žumberak (Zagreb)
Pour les articles homonymes, voir Žumberak.
Žumberak est un village et une municipalité située dans le comitat de Zagreb, en Croatie. Au recensement de 2001, la municipalité comptait 1 185 habitants, dont 97,97 % de Croates et le village éponyme comptait huit habitants.
L'administration de la municipalité siège à Kostanjevac.

## Localités
La municipalité de Žumberak compte 35 localités :
| - Cernik - Donji Oštrc - Drašći Vrh - Glušinja - Gornji Oštrc - Grgetići - Grič - Hartje - Javor - Jezernice - Jurkovo Selo - Kalje | - Kordići Žumberački - Kostanjevac - Kupčina Žumberačka - Markušići - Mrzlo Polje Žumberačko - Petričko Selo - Plavci - Radinovo Brdo - Reštovo Žumberačko - Sopote - Sošice - Stari Grad Žumberački | - Stupe - Tomaševci - Tupčina - Veliki Vrh - Visoće - Višći Vrh - Vlašić Brdo - Vukovo Brdo - Žamarija - Željezno Žumberačko - Žumberak |